# رادمیلا میلجانیچ-پتروویچ
رادمیلا میلجانیچ-پتروویچ (انگلیسی: Radmila Miljanić-Petrović؛ زادهٔ ۱۹ آوریل ۱۹۸۸) بازیکن هندبال اهل مونته‌نگرو است.
وی همچنین برندهٔ جوایزی همچون بازی‌های المپیک و قهرمانی هندبال زنان اروپا شده‌است.